# Meols
Meols  est un village situé sur la côte nord de la péninsule de Wirral, dans le comté de Merseyside, en Angleterre. Il est généralement nommé en même temps que sa voisine, la petite ville de Hoylake, située immédiatement à l'ouest.
Antérieurement, Meols appartenait au comté de Cheshire. 
Depuis 1974, il appartient au district métropolitain de Wirral. La population y est de 5100 habitants.

## Histoire
Meols fut dénommée ainsi par les Vikings, son nom originel mela signifiant dunes de sable. Cependant, d’impressionnantes découvertes archéologiques datant de la période néolithique suggèrent que ce site était déjà un centre important dès la préhistoire . 
Depuis environ 1810, de nombreux vestiges ont été exhumés, en relation avec la Carthage pré-romaine, l'Empire romain, les Celtes, les Anglo-Saxons et les Vikings. Ces restes sont constitués de pièces de monnaie, broches, épingles, couteaux, verroteries, clefs, poteries, pièces de cuir, bois sculptés, armes métalliques... 
Ces vestiges ont été découverts après d'importants travaux de dragage le long de la côte, accompagnant les aménagements portuaires autour de Liverpool. Ces découvertes suggèrent que le site a été utilisé comme port dès l'âge du fer, voici quelque 2400 ans, et qu'il fut l'un des plus importants ports de mer du nord-ouest de l'Angleterre, à l'époque contemporaine. On pense que le commerce se faisait avec de nombreuses destinations européennes, parfois lointaines.
Beaucoup d'habitants actuels de Meols ont des ancêtres Vikings. Les chercheurs de l'Université de Nottingham s'intéressent au degré d'ascendance Viking présent dans le village.
Meols est l'amalgame de deux anciens villages Great Meols et Little Meols. Ce dernier toponyme est tombé en désuétude à l'époque victorienne, alors que le premier nom était encore usité pendant les années 60, par exemple dans les adresses postales et les indications de bus depuis Chester. Little Meols était situé à l'ouest vers Hoylake, dans la zone desservie par la gare ferroviaire Manor Road.
Meols, jusqu'à ce que la gare ferroviaire soit implantée, s'écrivait Meolse. L'erreur vient d'une confusion avec le toponyme d'une zone portuaire plus au sud (Meols Cop), qui fut utilisé sur la signalisation ferroviaire. Récemment, des initiatives locales visent à restituer au village l'ancienne orthographe de son toponyme.

## Environnement

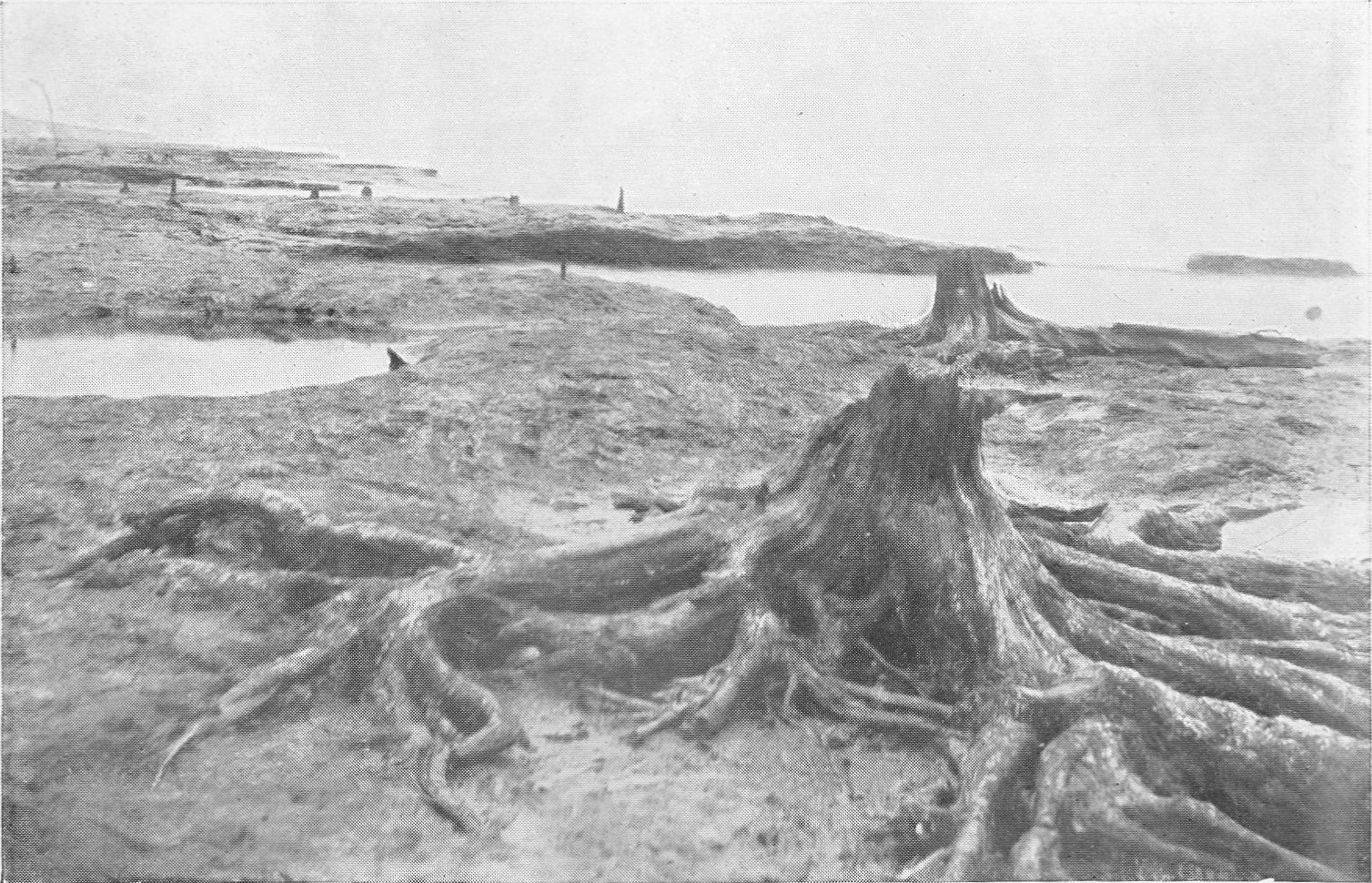
Souches et racines superficielles de la « Forêt fossile » enfouie dans la tourbe, réapparaissant à la suite de l'érosion du substrat par la mer, ici à marée basse à la pointe Dove, sur la côte du Cheshire en Angleterre, en 1913

On a pu observer sur le littoral, près de la pointe Dove, les restes d'une forêt fossile (non pétrifiée, mais enfouie et conservée dans la tourbe). 

Ces restes ont aujourd'hui disparu, mais certains étaient encore visibles au printemps 1982 ,.

## Aujourd'hui
Aujourd'hui, Meols est avant tout une zone résidentielle avec une petite communauté de plaisanciers et de pécheurs le long de la côte de la Mer d'Irlande. 

Le centre du village possède une petite rangée de boutiques, près de la gare ferroviaire de Meols.

## Personnalités
Le groupe Orchestral Manoeuvres in the Dark (OMD) est formé en 1978 à Meols. 
Le cycliste Chris Boardman, qui obtint une médaille d'or pour la Grande-Bretagne aux Jeux olympiques d'été de 1992, y habita avant de déménager à Hoylake. 